# 米座
米座（こめざ）とは、中世日本に存在した米商人による座。
鎌倉時代後期になると、年貢の代銭納化や都市の人口増大が進み、米の「商品」化が進んだ。こうした中で鎌倉時代から戦国時代にかけて京都や奈良・鎌倉・天王寺・伊勢山田・駿府（今宿）などにも成立した。
京都では近衛府・兵衛府を本所とする四府駕輿丁座の下に米座が結成され、応永年間以後活発に活動して1438年（永享10年）には座衆120名余りに達した。その後、京都の米商人は洛中の三条と七条に米場を形成した。米場の米商人は米場座（こめばざ）という座を結成して地方商人と小売との直接取引を禁じて米の卸売の独占を行った。米座のあった都市には米場の類似の米市場が形成されていたとみられている。